# 会田軍太夫
会田 軍太夫（あいだ ぐんだゆう、1900年4月11日 - 1981年5月10日）は、日本の物理学者、化学者、評論家である。応用物理学を専門とし、東京理科大学や東海大学で教鞭を執り、日本の科学技術の発展に貢献した。

## 生涯
会田軍太夫は1900年（明治33年）4月11日に宮城県で生まれた。1923年（大正12年）に東京物理学校（現在の東京理科大学）を卒業した。
卒業後、岩城硝子研究所の所長を務め、実業界で活躍した。その後、学術の世界に戻り、東京理科大学および東海大学の教授を歴任し、後進の指導にあたった。また、日本眼鏡専門学校の校長も務めている。
評論家としての顔も持ち、日本ペンクラブの会員でもあった。科学技術に関する幅広い知見を基に、多岐にわたる評論活動を展開した。
1981年（昭和56年）5月10日に81歳で死去した。

## 業績と評価
会田は応用物理学、特に光学の分野で顕著な業績を残した。『科学技術概論』や『波動光学入門』といった専門書を著し、これらの書籍は長年にわたり、この分野を学ぶ者にとって重要な文献とされた。また、『光学技術ハンドブック』の共著者の一人でもある。
1975年（昭和50年）には、これまでの功績が評価され、勲三等瑞宝章を受章した。彼の著作は、日本の科学技術教育の発展に寄与し、多くの技術者や研究者に影響を与えたと考えられている。

## 著書
- 『科学技術概論』
- 『波動光学入門』
- 『光学機器入門』
- 『科学技術評論集―光学・技術・文化 会田軍太夫著作選集2』
- 『光学技術ハンドブック』（共著）